# Maksim Slysch
Maksim Jurewitsch Slysch (belarussisch Максім Юр’евіч Слыш, russisch Максим Юрьевич Слыш/Maxim Jurjewitsch Slysch; * 20. Januar 1979 in Minsk, Weißrussische SSR) ist ein belarussischer Eishockeyspieler, der seit Sommer 2008 beim HK Junost Minsk in der belarussischen Extraliga auf der Position des Stürmers spielt.

## Karriere
Slysch begann seine Karriere in der Nachwuchsabteilung von Junost Minsk und spielte bereits ab der Saison 1995/96 als 16-Jähriger für die erste Mannschaft in der belarussischen Meisterschaft und der East European Hockey League. Bis zum Jahr 2000 hielt der Stürmer seinem Ausbildungsklub die Treue, ehe er in die drittklassige französische Division 2 zu Brest Albatros Hockey wechselte. Mit dem Klub feierte Slysch am Ende der Saison 2001/02 die Meisterschaft und den damit verbundenen Aufstieg in die Division 1.
Im Sommer 2003 kehrte Slysch in sein Heimatland zum HK Junost Minsk zurück und gewann mit dem Team sowohl die belarussische Meisterschaft als auch den nationalen Pokalwettbewerb. Dennoch wechselte der Stürmer nach nur einem Jahr zum Ligakonkurrenten HK Homel, den er nach einem Jahr auch wieder verließ, um für den HK Keramin Minsk zu spielen. Zwischen 2005 und 2008 errang Slysch mit Keramin einen weiteren Meistertitel und Pokalsieg sowie eine Vizemeisterschaft. Im Sommer 2008 kehrte er schließlich ein zweites Mal zu seinem Ausbildungsklub zurück. Mit Junost gewann er in den Jahren 2009, 2010 und 2011 drei weitere Meisterschaften sowie den IIHF Continental Cup im Jahr 2011.

### International
Slysch vertrat sein Heimatland bei der Junioren-C-Weltmeisterschaft 1997, der Junioren-B-Europameisterschaft 1997 und der U20-Junioren-Weltmeisterschaft 1999. Bei der Junioren-C-Weltmeisterschaft 1997 stieg Slysch mit dem Team in die B-Gruppe auf. 1999, nachdem Belarus den Sprung in die A-Gruppe geschafft hat, stieg das Team aus selbiger wieder ab.

## Erfolge und Auszeichnungen
| - 2002 Meister der Division 2 und Aufstieg in die Division 1 mit Brest Albatros Hockey - 2004 Belarussischer Meister mit dem HK Junost Minsk - 2004 Belarussischer Pokalsieger mit dem HK Junost Minsk - 2007 Belarussischer Vizemeister mit dem HK Keramin Minsk - 2008 Belarussischer Meister mit dem HK Keramin Minsk - 2008 Belarussischer Pokalsieger mit dem HK Keramin Minsk | - 2009 Belarussischer Meister mit dem HK Junost Minsk - 2010 Belarussischer Meister mit dem HK Junost Minsk - 2011 IIHF-Continental-Cup-Gewinn mit dem HK Junost Minsk - 2011 Belarussischer Meister mit dem HK Junost Minsk - 2011 Bester Vorlagengeber der belarussischen Extraliga |

### International
- 1997 Aufstieg in die B-Gruppe bei der Junioren-C-Weltmeisterschaft

## Extraliga-Statistik
(Stand: Ende der Saison 2010/11)